# Psycho-Pass
Psycho-Pass (japonsky サイコパス, Saiko Pasu, někdy psáno jako PSYCHO-PASS) je japonský anime seriál vytvořený studiem Production I.G. V Japonsku se vysílal od 11. října 2012 do 22. března 2013 v televizním pásmu noitaminA. Druhá řada, kterou vytvořilo studio Tacunoko Pro, byla v tomtéž pásmu odvysílána na podzim 2014. V lednu 2015 měl v japonských kinech premiéru stejnojmenný film.

## Příběh
Děj seriálu se odehrává v blízké budoucnosti, kdy je možné okamžitě změřit a vyhodnotit duševní stav člověka, jeho charakter a pravděpodobnost, že daná osoba spáchá v budoucnu trestný čin. Tyhle informace měří zařízení zvané psychometr, které má na sobě každý občan. Pokud je hodnota tzv. součinitele zločinu příliš vysoká, je nutno danou osobu zadržet, v horších případech rovnou zneškodnit nebo zabít. Tento úkol má na starosti speciální tým tzv. naháněčů, což jsou potenciální kriminálníci, kteří stíhají ostatní kriminálníky, a vyšetřovatelů, jejichž úkolem je dohlížet na to, aby jim přidělený naháněč jednal opravdu ve jménu spravedlnosti. Každý naháněč a vyšetřovatel vlastní tzv. Dominátor; zbraň, jež dovoluje střílet pouze na ty, jejichž hodnota součinitele zločinu je nebezpečně vysoká.

Hlavními hrdiny seriálu jsou Šin'ja Kógami a Akane Cunemori, dvojice naháněče a vyšetřovatele, která řeší různé detektivní případy. Často se stane, že i obětím zločinu se hodnota součinitele zločinu zvýší hodně vysoko (většinou kvůli strachu, kdy je člověk schopen udělat cokoli aby přežil), takže naháněči a vyšetřovatelé musí zneškodnit popřípadě zabít.

## Hlavní postavy
Šin'ja Kógami
(japonsky 狡噛 慎也, Kógami Šin'ja)
Seijú: Tomokazu Seki
Akane Cunemori
(japonsky 常守 朱, Cunemori Akane)
Seijú: Kana Hanazawa
Nobučika Ginoza
(japonsky 宜野座 伸元, Ginoza Nobučika)
Seijú: Kendži Nodžima

## Hudba
Skladatelem hudby k anime Psycho-Pass je Júgo Kanno. Úvodní skladbu Abnormalize k prvním dvanácti dílům nazpívala skupina Ling Tosite Sigure a závěrečnou znělku Namae no nai kaibucu (japonsky 名前のない怪物, v překladu Bezejmenná příšera) nazpívala zpěvačka s pseudonymem Egoist. Ta nazpívala i závěrečnou znělku All Alone With You ke zbylým dílům, zatímco úvodní znělkou je od třináctého dílu píseň Out of Control od skupiny Nothing's Carved in Stone.